# Галімеда (супутник)
Галімеда (дав.-гр. Ἁλιμήδη) — нерегулярний супутник планети Нептун зі зворотним орбітальним обертанням. Названий ім'ям однієї з нереїд грецької міфології. Також позначається як Нептун IX.

## Історія відкриття

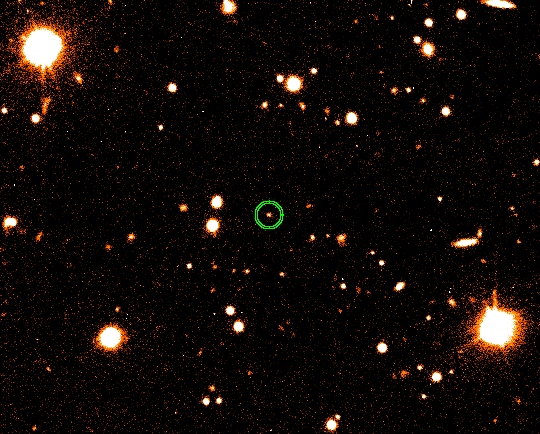
Знімок Галімеда зроблений Дуже великим телескопом під час подальших спостережень 3 вересня 2002 року

Галімеду було відкрито Метью Холманом, Джоном Кавеларсом, Томмі Граві, Уеслі Фрейзером, Деном Мілісавлевічем на знімках, зроблених у серпні 2002 року за допомогою 4-метрового телескопа «Бланко» Міжамериканської обсерваторії Серро Тололо в Чилі. Супутник отримав тимчасове позначення S/2002 N 1. Власну назву отримав 3 лютого 2007 року.

## Характеристики
Поверхня Галімеди має нейтральний сірий колір. Близька подібність за кольором із Нереїдою та висока ймовірність їх зіткнення за час існування Сонячної системи (оцінюється в 41 %) дозволяє зробити припущення, що Галімеда є фрагментом Нереїди.